# Лукарели (Сијена)
Лукарели је насеље у Италији у округу Сијена, региону Тоскана.
Према процени из 2011. у насељу је живело 65 становника. Насеље се налази на надморској висини од 293 м.